# Elek Schwartz
Alexandru „Elek” Schwartz cunoscut în Franța ca Michel Alexandre Schwartz (n. 23 octombrie 1908 – d. 2 octombrie 2000) a fost un antrenor și jucător de fotbal româno-francez, de origine evreu din Banat. A antrenat printre altele echipa națională de fotbal a Țărilor de Jos. Cu SL Benfica Lisabona a câștigat Campionatul și Cupa Portugaliei în 1965 și a condus clubul în finala Cupei Campionilor Europeni. Din 1932 s-a stabilit in Franța, unde s-a încetățenit.

## Biografie

### Jucător de fotbal în România și Franța
Născut în 1899 la Recaș sau, poate, la Timișoara, Elek Schwartz a început să joace fotbal din copilărie, când încă visa la o carieră de avocat. În cele din urmă, a optat pentru cariera sportivă, jucând fotbal, de obicei ca fundaș, la început la Timișoara în echipa evreiască Kadima Timișoara  (1926-1930), în Clubul Atletic Timișoara (1930-1932). 
Mai târziu în cursul unui turneu de pregătire în Franța de principalul club al orașului, Ripensia Timișoara, a hotărât să rămână în această țară, unde, spre deosebire de România, era permis fotbalul profesionist și a jucat în Ligue 1 pe Coasta de Azur la FC Hyères (1932–1934) și la AS Cannes (1934–1936), în continuare în Alsacia la clubul Racing Strasbourg (1936–1938) și apoi în regiunea pariziană, în echipa Red Star Olympique din Saint-Ouen-sur-Seine (1938-39).
Schwartz s-a căsătorit cu o alsaciană din orașul Haguenau și în anii ocupației germane în Franța, a izbutit, ca o mare parte a evreilor din Franța, să evite soarta rezervată evreilor de regimul nazist și colaboratorii săi.

### Începutul ca antrenor pe Coasta de Azur
Odată cu cel de-al Doilea Război Mondial, a părăsit capitala. În 1939-1940, a fost angajat la EDS Montluçon ca jucător-antrenor. În timpul ocupației germane a Franței, a rămas discret timp de câțiva ani. După naturalizare, s-a dedicat profesiei de antrenor, pe care a început-o în Franța la AS Cannes (1948/49), iar de acolo a continuat la AS Monaco (1950–1952) și Le Havre AC (1952/53).

### Anii de început în Germania
În 1953 a fost angajat de Sportfreunde Hamborn 07. În al doilea sezon cu clubul din suburbiile Duisburgului a adus promovarea echipei în divizia de vest.
În 1955 a fost numit antrenor de campioana de atunci a Germaniei, Rot-Weiss Essen. În anii următori s-a clasat cu Rot-Weiss Essen pe locurile 4 și 8.

### Antrenor al naționalei Țărilor de Jos

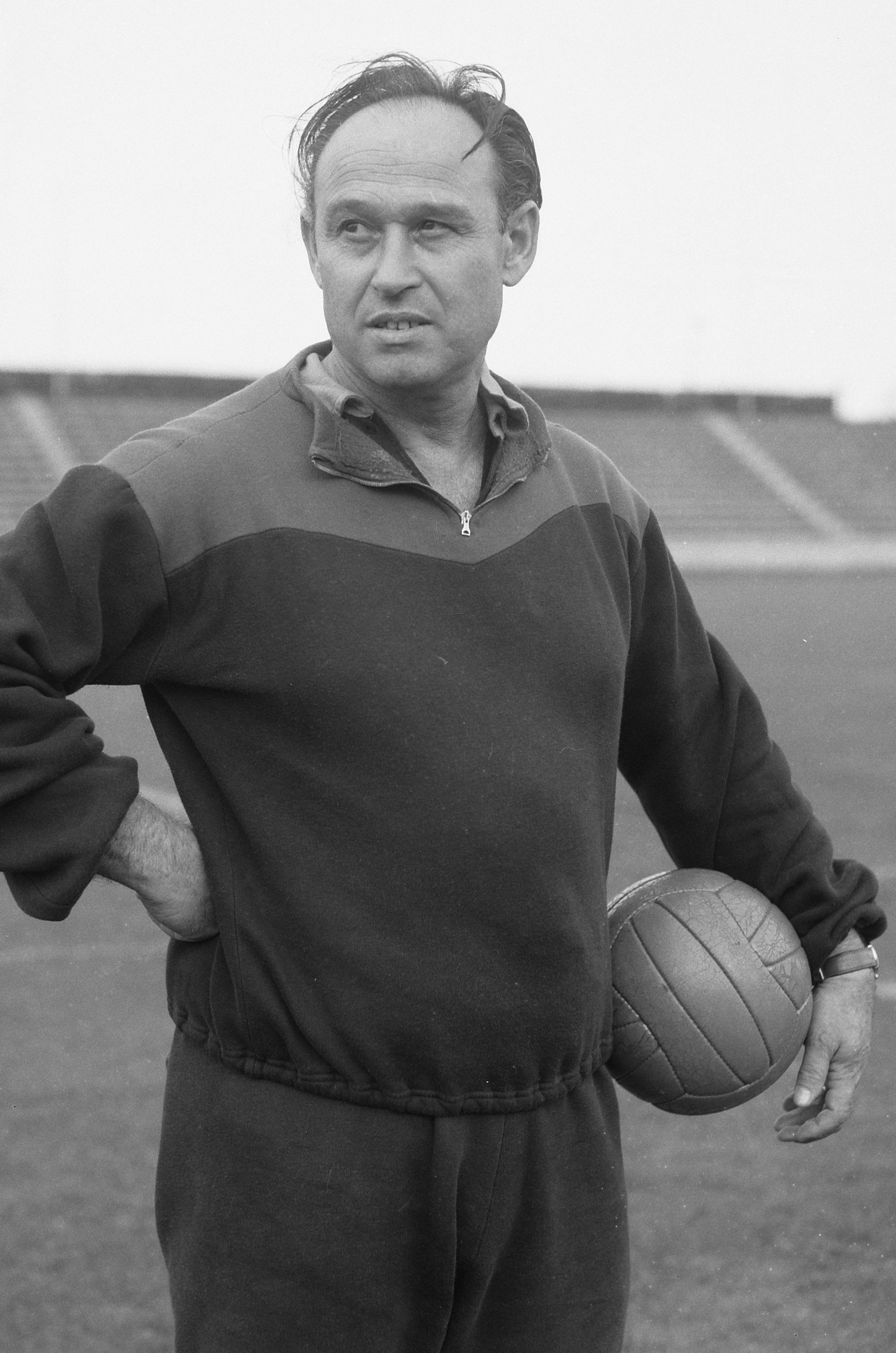
Elek Schwartz ca antrenor în Țările de Jos

După ce a plecat de la Rot-Weiss Essen, Schwartz s-a alăturat Asociatiei Regale de Fotbal a Țărilor de Jos KNVB și a preluat conducerea echipei naționale olandeze. A fost la conducerea echipei timp de 49 de meciuri. Rezultatele au variat extrem de mult de la înfrângerea 7-0 cu Germania în 1959 la Köln, până la victoriile la limită 1-0 cu Franța și Brazilia în 1963. Schwartz a fost antrenorul Țărilor de Jos până în 1964 când a fost înlocuit de Denis Neville.

### Finala Cupei Campionilor Europeni cu Benfica
În 1964/65 a antrenat echipa portugheză SL Benfica atunci cu legendarul Eusébio. În timpul conducerii lui Schwartz, Benfica a câștigat campionatul Portugaliei.
Dupa aceasta SL Benfica a reusit să depașească Real Madrid în sferturile de finală ale Cupei Campionilor Europeni și a ajuns chiar în finală unde a fost învinsă de Inter Milano cu 1-0.

### Bundesliga cu Eintracht Frankfurt
Din iulie 1965 până în iunie 1968, Schwartz a antrenat ca succesor al lui Ivica Horvat echipa  Eintracht Frankfurt în campionatul Germaniei. Acolo a introdus sistemul 4-2-4. Cea mai bună clasare a fost locul patru.

### Eșec cu „Dragonii” din Porto
În sezonul 1969-1970 a antrenat FC Porto. Nu numai că Dragonii au ieșit din prima rundă a cupei naționale și din a doua rundă a Cupa Orașelor Târguri, la finalul sezonului FC Porto clasându-se pe locul 9, aceasta fiind cea mai proastă clasare a lor din istorie.

### Sfârșitul carierei sportive la München și la Strasbourg
În sezonul 1972-1973 Schwartz a antrenat 1860 München, dar nu i-a putut ajuta să revină în Bundesliga după trei ani de absență.
A avut mai mult succes în sezonul 1976-1977, ultimul ca antrenor profesionist, când sub îndrumarea sa  echipa clubului Racing Strasbourg  a promovat în Ligue 1.
După asta a ghidat echipa alsaciană de amatori SR Haguenau, actualii FCSR Haguenau, în timpul sezonului 1978-79.
În ultimii ani ai vieții Schwartz s-a stabilit la Haguenau, orașul soției sale, și s-a dedicat unei alte pasiuni , cea pentru pictură și istoria artelor.  A expus, în special peisaje, în expoziții de artă din Alsacia.
Schwartz a murit la Haguenau in anul 2000 la vârsta de 91 ani.
Întrebat fiind odată de către fotbalistul evreu olandez Bennie Muller dacă e și el evreu, Schwartz a răspuns: „Sigur că sunt, Bennie, dar sunt în lume atâția nebuni, că mă feresc să spun asta în gura mare”

## Palmares

### Ca jucător
CA Timișoara
- Campionatul Regional de Fotbal al României
  - Locul 3 (1): 1930-1931

 RC Strasbourg
- Cupa Franței
  - Finalist (1): 1936-1937

 Red Star Olympique Saint Ouen
- Ligue 2 (1): 1939

### Ca antrenor
SL Benfica
- Primeira Liga - Campionatul Portugaliei (1): 1964/65
- Cupa campionilor
  - finalist - (1):  1964-1965

 Eintracht Frankfurt
- Bundesliga
  - Locul 4 (1): 1966-1967
- Cupa Orașelor Târguri
  - Semi-finalist - 1966-1967
- Cupa Alpilor: 1967

 RC Strasbourg
- Ligue 2: 1976/77

## Premii și onoruri
- 1996 - Elek Schwartz a fost oaspete de onoare la inaugurarea stadionului Amsterdam Arena (ulterior Stadionul Johan Cruijff) al clubului Ajax.